# Уиллис, Сара
Сара Уиллис (англ. Sarah Willis) — британская валторнистка, артистка Берлинского филармонического оркестра.

## Биография
Сара Уиллис начала заниматься на валторне в возрасте 14 лет. В конце 1980-х годов она училась в Гилдхоллской школе музыки и театра в Лондоне. Затем Уиллис продолжила обучение в Берлине у канадского валторниста Фергюса Макуильяма.
В 1991 году она стала второй валторнисткой оркестра Берлинской государственной оперы, с 1999 по 2001 год играла в Берлинской государственной капелле, а в 2001 году стала артисткой Берлинского филармонического оркестра. Сара Уиллис стала первой женщиной — исполнительницей на медном духовом инструменте в истории этого оркестра. Некоторое время Сара Уиллис также играла в составе Чикагского симфонического оркестра в качестве приглашённого музыканта.
Сара Уиллис также является участником целого ряда камерных ансамблей, в т. ч. ансамбля валторнистов, брасс ансамбля и ансамбля духовых инструментов Берлинской филармонии, Divertimento Berlin, Scharoun Ensemble, а также ансамбля старинной музыки «Consortium Classicum». Выступает она и как солистка. Совместно с другим музыкантом Берлинской филармонии Клаусом Валлендорфом Сара Уиллис осуществила запись нескольких концертов для одной и двух валторн Антонио Розетти в сопровождении оркестра Юго-Западного радио Германии и камерного оркестра Пфальца под управлением Йоханнеса Мёзуса.